# Dacheng, Raoping
Dacheng (kinesiska: 大埕) är en köping i sydöstra  Kina. Den ligger i Raoping härad i staden Chaozhou i provinsen Guangdong, omkring 400 kilometer öster om provinshuvudstaden Guangzhou. Antalet invånare är 26 608. Befolkningen består av 13 954 kvinnor och 12 654 män. Barn under 15 år utgör 24,0 %, vuxna 15-64 år 65 %, och äldre över 65 år 10,0 %.